# Scott Williams (dessinateur)
Pour les articles homonymes, voir Scott Williams et Williams.
Scott Williams est un dessinateur et encreur américain de bandes dessinées.

## Carrière
Scott Williams a réalisé l'encrage des bandes dessinées d'illustrateurs comme Jim Lee, Whilce Portacio et Marc Silvestri, et il est surtout connu pour sa collaboration avec Jim Lee. Il a déjà travaillé sur X-Men, WildCATS, Gen13, Batman, Superman et le crossover WildC.A. T. s/X-Men ainsi que de la Ligue de Justice.
Il a encré All-Star Batman and Robin qui est dessiné par Jim Lee et écrit par Frank Miller.
En 2012, Scott Williams a été inscrit au Temple de la renommée Joe Sinnott par l'organisation des prix Inkwell.

## Publications
- New Mutants Annual n°6
- All Star Batman and Robin the Boy Wonder n°1-10
- Batman: Silence (Batman n°609-619)
- La Ligue de Justice vol.2, n°1 à 6, 8 à 12
- Superman vol. 2 n°204-215
- Superman Unchained n°1-9

## Récompenses
- 1993 : Eisner Award pour le Meilleur encreur (nommé pour X-Men et les WildC.A. T. S.)[2]
- 2012 : Temple de la renommée Joe Sinnott, pour son œuvre d'encreur